# Prožít si své peklo
Prožít si své peklo (originální název À chacun son enfer, zřídkavěji Autopsie d'un monstre) je francouzské filmové drama z roku 1977, které režíroval André Cayatte podle vlastního scénáře. Film pojednává o ženě, které unesou dítě, a o problémech, kterým je nucena v takové situaci čelit, počínaje novinářským obtěžováním, přes neshody v rodině až po netaktní a necitlivý přístup policie.
Role Annie Girardotové ve filmu bývá označována jako jeden z její nejvýraznějších hereckých výkonů.

## Děj
Paní Madeleine Girardové neznámý únosce unese malou dcerku. Při jeho prvním kontaktu však její muž zavolá policii a únosce se odmlčí. Nešťastná matka ho vyzývá prostřednictvím televize, aby se jí konečně ozval. Po čase únosce skutečně určuje podmínky a žádá obrovské výkupné. Požadovaná výše výkupného vyvolá nehezkou roztržku v rodině, přesto však Madeleine vyráží na smluvené místo a odevzdává peníze. Když ale pak dorazí na únoscem označené místo, nalézá pouze mrtvé tělo svého dítěte. Následně se pod tlakem z neustálé přítomnosti novinářů a neprofesionálního přístupu policie zhroutí a odmítá spolupracovat. Když překoná první šok, policejní komisař Bolar ji seznamuje se svým názorem na případ, podle kterého byla motivem činu osobní pomsta proti ní a je klidně možné, že čin nepřišel „zvenku“. Madeleine si začne pozorněji všímat svého okolí a když zpozoruje podivné chování svého syna, postupně nabývá jistotu. Přinutí syna k důkladné rozmluvě a ten se skutečně k strašnému činu přizná. Zoufalá Madeleine v závěru narazí i se synem v plné rychlosti do stromu, i když tak kromě jeho smrti zapříčiní také svou.

## Obsazení
| Annie Girardotová   | Madeleine Girardová   |
| Bernard Fresson     | manžel Bernard Girard |
| Stéphane Hillel     | syn Michel            |
| Hardy Krüger        | Komisař Bolar         |
| Fernand Ledoux      | tchán                 |
| Édith Scob          | šílenkyně             |
| Anne-Marie Hanschke | matka Madeleine       |
| Leila Fréchet       | Laurence              |
| François Perrot     | ředitel televize      |